# سكوت سميث (رجل أعمال)
سكوت سميث هو إداري وشخصية أعمال كندي، ولد في 27 نوفمبر 1966 في باثرست ‏ في كندا.